# Paulina Włodawer
Paulina Włodawer (ur. 14 czerwca 1914 w Warszawie, zm. 26 grudnia 2006 w Sztokholmie) – biochemik, profesor Instytutu Biologii Doświadczalnej im. Marcelego Nenckiego PAN w Warszawie, pracownik naukowy Instytutu Karolinska w Sztokholmie.

## Życiorys
Paulina Włodawer (z domu Justman) urodziła się w 1914 r. w Warszawie. Naukę w szkole średniej w Warszawie ukończyła w 1931 r., po czym rozpoczęła studia biologiczne na Wydziale Matematyczno-Przyrodniczym Uniwersytetu Warszawskiego. Studia te ukończyła ze stopniem magistra w 1939 r. Po wybuchu II wojny światowej przedostała się wraz z mężem Arturem na wschodnie tereny Polski okupowane przez armię sowiecką. Stamtąd w 1940 r. została wywieziona w głąb ZSRR, najpierw do syberyjskiego gułagu w Asino, a następnie w okolice Taszkentu, gdzie była zatrudniona jako pielęgniarka i pomoc lekarska. Do Polski powróciła w 1946 r. Pod koniec 1948 r. rozpoczęła pracę w Instytucie Biologii Doświadczalnej im. Marcelego Nenckiego, mieszczącym się wówczas w Łodzi. Była najbliższą współpracownicą prof. Włodzimierza Niemierki, zajmując się metabolizmem lipidów. Na podstawie rozprawy pt. „O metabolizmie wosku u mola woskowego Galleria mellonella” uzyskała stopień doktora nauk przyrodniczych na Uniwersytecie Łódzkim w 1951 r. W 1954 r. została docentem. W 1954 r. wraz Instytutem im. Nenckiego przeniosła się do Warszawy. W 1963 r. w Zakładzie Biochemii instytutu utworzyła Pracownię Biochemii Lipidów i została jej kierownikiem. Pracownia ta zajmowała się metabolizmem lipidów, głównie w aspekcie porównawczym, najpierw u owadów, a później także u kręgowców. Paulina Włodawer prowadziła również współpracę naukową z zakładami biochemii Uniwersytetu w Lund w Szwecji i Uniwersytetu w Toronto w Kanadzie, gdzie przebywała dzięki uzyskanym stypendiom. W 1966 r. uzyskała tytuł profesora.
Była członkiem Polskiego Towarzystwa Biochemicznego od momentu jego powstania w 1958 r. Pracowała w Komisji Słownictwa Biochemicznego, która opracowała zasady polskiego nazewnictwa biochemicznego, wykorzystane przez nią podczas tłumaczenia na język polski podręcznika „Zarys Biochemii” P. Karlsona. Po wydarzeniach politycznych w Polsce w 1968 r. wyemigrowała wraz z rodziną do Szwecji, gdzie wkrótce podjęła pracę w Instytucie Karolinska w Sztokholmie, w pracowni kierowanej przez Bengta Samuelssona, włączając się w prowadzone przez niego badania nad prostaglandynami. Za osiągnięcia w tym zakresie, w których udział miała także Paulina Włodawer, Bengt Samuelsson otrzymał w 1982 r. Nagrodę Nobla w dziedzinie fizjologii lub medycyny.
Synem Pauliny i Artura Włodawerów jest Alexander Wlodawer, amerykański biolog molekularny, członek zagraniczny Polskiej Akademii Nauk.

## Wybrane publikacje
- S. Niemierko, P. Włodawer, A. Wojtczak, Przemiany związków fosforowych w rozwoju jedwabnika, „Acta Physiologica Polonica”, 5 (4), 1954, s. 588–590.
- Lech Wojtczak, Paulina Wlodawer, Józef Zborowski, Adenosine triphosphate-induced contraction of rat-liver mitochondria and synthesis of mitochondrial phospholipids, „Biochimica et Biophysica Acta”, 70, 1963, s. 290–305, DOI: 10.1016/0006-3002(63)90753-4 [dostęp 2021-05-12] (ang.).
- Paulina Wlodawer, Alicja Wiśniewska, Lipids in the haemolymph of waxmoth larvae during starvation, „Journal of Insect Physiology”, 11 (1), 1965, s. 11–20, DOI: 10.1016/0022-1910(65)90126-5 [dostęp 2021-05-12] (ang.).
- P. Wlodawer, E. Lagwińska, J. Barańska, Esterification of fatty acids in the wax moth haemolymph and its possible role in lipid transport, „Journal of Insect Physiology”, 12 (5), 1966, s. 547–560, DOI: 10.1016/0022-1910(66)90093-x, PMID: 6004794 [dostęp 2021-05-12] (ang.).
- P. Wlodawer i inni, Morphological changes in isolated rat-liver mitochondria during swelling and contraction, „Biochimica et Biophysica Acta”, 128 (1), 1966, s. 34–47, DOI: 10.1016/0926-6593(66)90139-1, PMID: 5972367 [dostęp 2021-05-12] (ang.).
- J. Barańska, P. Wlodawer, Influence of temperature on the composition of fatty acids and on lipogenesis in frog tissues, „Comparative Biochemistry and Physiology”, 28 (2), 1969, s. 553–570, DOI: 10.1016/0010-406x(69)92089-1, PMID: 4388487 [dostęp 2021-05-12] (ang.).
- Paulina Wlodawer, Zofia Bogusławska, Biosynthesis of lipids in subcellular fractions of frog liver, „Comparative Biochemistry and Physiology”, 29 (2), 1969, s. 525–538, DOI: 10.1016/0010-406X(69)91604-1 [dostęp 2021-05-12] (ang.).
- P. Wlodawer, B. Samuelsson, On the organization and mechanism of prostaglandin synthetase, „Journal of Biological Chemistry”, 248 (16), 1973, s. 5673–5678, DOI: 10.1016/S0021-9258(19)43558-8, PMID: 4723909 [dostęp 2021-05-12] (ang.).
- L.J. Marnett, P. Wlodawer, B. Samuelsson, Co-oxygenation of organic substrates by the prostaglandin synthetase of sheep vesicular gland, „Journal of Biological Chemistry”, 250 (21), 1975, s. 8510–8517, DOI: 10.1016/S0021-9258(19)40789-8, PMID: 811656 [dostęp 2021-05-12] (ang.).
- P. Wlodawer, S. Hammarström, Some properties of prostacyclin synthase from pig aorta, „FEBS Letters”, 97 (1), 1979, s. 32–36, DOI: 10.1016/0014-5793(79)80045-9, PMID: 367815 [dostęp 2021-05-12] (ang.).
- P. Wlodawer, S. Hammarström, Conversions of prostaglandin endoperoxides by prostacyclin synthase from pig aorta, „Prostaglandins”, 19 (6), 1980, s. 969–976, DOI: 10.1016/0090-6980(80)90129-x, PMID: 6992239 [dostęp 2021-05-12] (ang.).